# Nižná liptovská lávka
Nižná Liptovská lávka (polsky Niżnia Liptowska Ławka, maďarsky Alsó-Liptói-Őrszem-nyereg, německy Untere Liptauer Bank, 2035 m n. m.) je sedlo v hlavním hřebeni Vysokých Tater. Nachází se mezi Vyšným kostúrem a Nižným kostúrem v hřebeni Liptovských múr a prochází jím slovensko-polská státní hranice. Sedlo je jednou ze dvou Liptovských lávek. Vyšná liptovská lávka odděluje Vyšný kostúr od Hrubého štítu. Svahy od sedla spadají na severovýchodě do nevelkého kotle v Dolině Pięciu Stawów Polskich, přes nějž vede žlutá značka do sedla Szpiglasowa Przełęcz (cesta Szpiglasowa Perć). Jihozápadní svahy spadají do Temnosmrečinské doliny (větev Kôprové doliny).

## Přístup
Nižná Liptovská lávka (podobně jako celý hřeben Liptovských Múr) je přístupná pouze v doprovodu horského vůdce.